# Phoma suaedae
Phoma suaedae är en lavart som beskrevs av Jaap 1907. Phoma suaedae ingår i släktet Phoma, ordningen Pleosporales, klassen Dothideomycetes, divisionen sporsäcksvampar och riket svampar.   Inga underarter finns listade i Catalogue of Life.